# Xã Union, Quận Perry, Indiana
Xã Union (tiếng Anh: Union Township) là một xã thuộc quận Perry, tiểu bang Indiana, Hoa Kỳ. Năm 2010, dân số của xã này là 557 người.